# Vòng loại giải vô địch bóng đá U-22 châu Á 2013
Vòng loại Giải vô địch bóng đá U-22 châu Á 2013 là vòng loại của Giải vô địch bóng đá U-22 châu Á 2013. Ban đầu, vòng loại dự kiến diễn ra từ ngày 23 tháng 6 đến ngày 3 tháng 7 năm 2012, nhưng sau đó được đổi thành từ ngày 2 tháng 6 đến ngày 10 tháng 6 ở bảng D theo yêu cầu của Nepal. Các trận đấu sau đó được dời lại để bắt đầu vào ngày 16 tháng 6 và ngày 3 tháng 7 dành cho Indonesia.

## Độ tuổi tham dự
Tất cả cầu thủ sinh từ ngày 1 tháng 1 năm 1991 trở về sau đều đủ điều kiện tham dự vòng loại.

## Thể thức
41 hiệp hội/liên đoàn bóng đá thành viên đã tham gia vòng loại để giành 15 suất tham dự Giải vô địch bóng đá U-22 châu Á 2013 cùng với đội chủ nhà. Vòng loại sẽ được tổ chức tại 7 địa điểm tập trung (ở 7 thành phố thuộc 7 quốc gia khác nhau).
Các đội bóng được chia vào 6 bảng (5 bảng 6 đội và 1 bảng 5 đội). Các đội thi đấu theo thể thức vòng tròn một lượt, chọn ra hai đội đứng đầu cùng với đội đứng thứ ba có thành tích tốt nhất trong tất cả các bảng tham dự Giải vô địch bóng đá U-22 châu Á 2013. Đội chủ nhà của vòng chung kết sẽ có suất vào thẳng.
Với việc Liên đoàn bóng đá châu Á trao quyền đăng cai Giải vô địch bóng đá U-22 châu Á 2013 cho Oman vào ngày 18 tháng 7 năm 2012 và với việc Oman là đội đứng thứ ba có thành tích tốt nhất, điều này đã giúp đội đứng thứ ba có thành tích tốt thứ nhì (Yemen) lọt vào vòng chung kết.

## Các tiêu chí
Nếu hai hoặc nhiều hơn hai đội cùng điểm sau khi kết thúc vòng loại, các tiêu chí sau đây sẽ được áp dụng để xác định thứ hạng.
1. Số điểm đạt được nhiều hơn trong các trận đấu vòng bảng giữa các đội liên quan;
2. Hiệu số bàn thắng bại trong các trận đấu vòng bảng giữa các đội liên quan;
3. Số bàn thắng được ghi nhiều hơn trong các trận đấu vòng bảng giữa các đội liên quan;
4. Hiệu số bàn thắng bại ở tất cả các trận vòng bảng;
5. Số bàn thắng ghi được nhiều hơn trong tất cả các trận đấu vòng bảng;
6. Đá luân lưu nếu chỉ có hai đội bằng chỉ số phụ và cả hai đều có mặt trên sân thi đấu;
7. Điểm ít hơn được tính theo số thẻ vàng và thẻ đỏ nhận được trong các trận đấu vòng bảng;
8. Bốc thăm.

## Các đội tuyển
Các đội đủ điều kiện tham dự Giải vô địch bóng đá U-22 châu Á 2013 được tô đậm.
- Úc
- Bahrain
- Bangladesh
- Campuchia
- Trung Quốc
- Đài Bắc Trung Hoa
- Hồng Kông
- Ấn Độ
- Indonesia
- Iran
- Iraq
- Nhật Bản
- Jordan
- CHDCND Triều Tiên
- Hàn Quốc
- Kuwait
- Kyrgyzstan
- Lào
- Liban
- Ma Cao
- Malaysia
- Maldives
- Myanmar
- Nepal
- Oman
- Pakistan
- Palestine
- Philippines
- Qatar
- Ả Rập Xê Út
- Singapore
- Sri Lanka
- Syria
- Tajikistan
- Thái Lan
- Đông Timor
- Turkmenistan
- UAE
- Uzbekistan
- Việt Nam
- Yemen

Không tham dự vòng loại
- Afghanistan
- Bhutan
- Brunei
- Guam
- Mông Cổ

## Các bảng đấu

### Tây Á

#### Bảng A
- Tất cả trận đấu đều diễn ra ở Muscat, Oman.
- Múi giờ được liệt kê là UTC+4.

| Đội          | ST | T | H | B | BT | BB | HS  | Đ  | Giành quyền tham dự                   |
| ------------ | -- | - | - | - | -- | -- | --- | -- | ------------------------------------- |
| Iraq         | 5  | 3 | 2 | 0 | 12 | 3  | +9  | 11 | Giải vô địch bóng đá U-22 châu Á 2013 |
| UAE          | 5  | 3 | 2 | 0 | 8  | 4  | +4  | 11 | Giải vô địch bóng đá U-22 châu Á 2013 |
| Oman (H)     | 5  | 3 | 1 | 1 | 11 | 6  | +5  | 10 | Giải vô địch bóng đá U-22 châu Á 2013 |
| Ấn Độ        | 5  | 2 | 1 | 2 | 11 | 10 | +1  | 7  |                                       |
| Liban        | 5  | 1 | 0 | 4 | 12 | 18 | −6  | 3  |                                       |
| Turkmenistan | 5  | 0 | 0 | 5 | 3  | 16 | −13 | 0  |                                       |

1. ↑  Oman đã giành quyền tham dự Giải vô địch bóng đá U-22 châu Á 2013 bất kể kết quả tại vòng loại, do là nước chủ nhà của giải đấu.

| Ấn Độ                                                   | 5–2    | Liban                     |
| ------------------------------------------------------- | ------ | ------------------------- |
| Manandeep 15' · George 38', 54' · Lalpekhlua 70', 90+2' | Report | El Kurdi 48' · Achour 69' |

| Iraq                                                          | 4–0    | Turkmenistan |
| ------------------------------------------------------------- | ------ | ------------ |
| Shokan 24' (ph.đ.) · Adnan 42' · Abdul-Raheem 54' · Kamil 86' | Report |              |

| Oman | 0–2    | UAE                     |
| ---- | ------ | ----------------------- |
|      | Report | Ahmad 60' · Ibrahim 74' |

| UAE      | 1–0    | Turkmenistan |
| -------- | ------ | ------------ |
| Omar 19' | Report |              |

| Iraq                            | 2–1    | Ấn Độ      |
| ------------------------------- | ------ | ---------- |
| Alialah 34' · Abdul-Hussein 48' | Report | George 83' |

| Oman                                                 | 3–2    | Liban          |
| ---------------------------------------------------- | ------ | -------------- |
| A. Saleh 25' · Bamasila 65' (ph.đ.) · Al-Maqbali 89' | Report | Kojok 32', 34' |

| Liban       | 1–5    | Iraq                                                                                |
| ----------- | ------ | ----------------------------------------------------------------------------------- |
| El Baba 77' | Report | Abdul-Raheem 45+2' · Abdul-Hussein 64' · Abbas 79' · Faez 84' · Adnan 90+1' (ph.đ.) |

| UAE        | 1–1    | Ấn Độ     |
| ---------- | ------ | --------- |
| Ibrahim 9' | Report | Romeo 87' |

| Turkmenistan | 1–3    | Oman                                        |
| ------------ | ------ | ------------------------------------------- |
| Magtymow 64' | Report | A. Saleh 42' · Mubarak 77' · Al-Maqbali 82' |

| Ấn Độ                                                       | 4–1    | Turkmenistan  |
| ----------------------------------------------------------- | ------ | ------------- |
| Ralte 36' (ph.đ.) · George 67' · Romeo 75' · Lalpekhlua 86' | Report | Italmazow 58' |

| Liban                                   | 3–4    | UAE                                                  |
| --------------------------------------- | ------ | ---------------------------------------------------- |
| Jaafar 22' · El Baba 55' · Al-Jawad 82' | Report | Al-Jamahi 25' · Omar 48' · Ahmad 52' · Al-Shehhi 84' |

| Iraq       | 1–1    | Oman         |
| ---------- | ------ | ------------ |
| Nadhim 57' | Report | Al-Saadi 62' |

| Turkmenistan | 1–4    | Liban                                                                |
| ------------ | ------ | -------------------------------------------------------------------- |
| Muhadow 72'  | Report | Khechfe 9' · Jaafar 15' (ph.đ.) · Komekov 31' (l.n.) · El Baba 90+2' |

| Oman                                                           | 4–0    | Ấn Độ |
| -------------------------------------------------------------- | ------ | ----- |
| Al-Saadi 54' · R. Saleh 66' · Al-Mukhaini 73' · Al-Maqbali 89' | Report |       |

| UAE | 0–0    | Iraq |
| --- | ------ | ---- |
|     | Report |      |

#### Bảng B
- Tất cả trận đấu diễn ra ở Riyadh, Ả Rập Saudi.
- Múi giờ được liệt kê là UTC+3.

| Đội             | ST | T | H | B | BT | BB | HS  | Đ  | Giành quyền tham dự                   |
| --------------- | -- | - | - | - | -- | -- | --- | -- | ------------------------------------- |
| Ả Rập Xê Út (H) | 5  | 4 | 1 | 0 | 15 | 2  | +13 | 13 | Giải vô địch bóng đá U-22 châu Á 2013 |
| Syria           | 5  | 4 | 1 | 0 | 13 | 3  | +10 | 13 | Giải vô địch bóng đá U-22 châu Á 2013 |
| Kyrgyzstan      | 5  | 2 | 1 | 2 | 7  | 2  | +5  | 7  |                                       |
| Palestine       | 5  | 1 | 2 | 2 | 3  | 7  | −4  | 5  |                                       |
| Sri Lanka       | 5  | 0 | 2 | 3 | 1  | 17 | −16 | 2  |                                       |
| Pakistan        | 5  | 0 | 1 | 4 | 0  | 8  | −8  | 1  |                                       |

| Pakistan | 0–1    | Ả Rập Xê Út   |
| -------- | ------ | ------------- |
|          | Report | Al-Shehri 64' |

| Palestine   | 1–1    | Sri Lanka   |
| ----------- | ------ | ----------- |
| Maraaba 88' | Report | Bandara 73' |

| Syria      | 1–0    | Kyrgyzstan |
| ---------- | ------ | ---------- |
| Maowas 56' | Report |            |

| Ả Rập Xê Út    | 1–0    | Kyrgyzstan |
| -------------- | ------ | ---------- |
| Majrashi 90+5' | Report |            |

| Syria            | 2–1    | Palestine   |
| ---------------- | ------ | ----------- |
| Khribin 57', 83' | Report | Jalayta 20' |

| Pakistan | 0–0    | Sri Lanka |
| -------- | ------ | --------- |
|          | Report |           |

| Ả Rập Xê Út                                         | 4–0    | Palestine |
| --------------------------------------------------- | ------ | --------- |
| Majrashi 18', 58' · Al-Ibrahim 44' · Al-Dossari 59' | Report |           |

| Kyrgyzstan                | 2–0    | Pakistan |
| ------------------------- | ------ | -------- |
| Sharipov 73' · Sataev 78' | Report |          |

| Sri Lanka | 0–4    | Syria                                                  |
| --------- | ------ | ------------------------------------------------------ |
|           | Report | Maowas 31', 60' · Hewabettage 80' (l.n.) · Salem 90+1' |

| Sri Lanka | 0–7    | Ả Rập Xê Út                                                             |
| --------- | ------ | ----------------------------------------------------------------------- |
|           | Report | Majrashi 8', 56', 70' · Al-Dossari 25' · Al-Shehri 36', 74' · Otayf 90' |

| Palestine | 0–0    | Kyrgyzstan |
| --------- | ------ | ---------- |
|           | Report |            |

| Syria                                               | 4–0    | Pakistan |
| --------------------------------------------------- | ------ | -------- |
| Mardikian 44' · Mido 57' · Maowas 65' · Salem 90+4' | Report |          |

| Ả Rập Xê Út                    | 2–2    | Syria                   |
| ------------------------------ | ------ | ----------------------- |
| Al-Fahmi 12' · Al-Muwallad 81' | Report | Salem 48' · Khribin 60' |

| Kyrgyzstan                                                          | 5–0    | Sri Lanka |
| ------------------------------------------------------------------- | ------ | --------- |
| Kazakbaev 8' · Sharipov 25', 61' · Doroginskii 45+2' · Shamsiev 54' | Report |           |

| Pakistan | 0–1    | Palestine   |
| -------- | ------ | ----------- |
|          | Report | Maraaba 30' |

#### Bảng C
- Tất cả trận đấu diễn ra ở Malacca, Malaysia.
- Múi giờ được liệt kê là UTC+8.

| Đội        | ST | T | H | B | BT | BB | HS  | Đ  | Giành quyền tham dự                   |
| ---------- | -- | - | - | - | -- | -- | --- | -- | ------------------------------------- |
| Iran       | 5  | 4 | 1 | 0 | 13 | 2  | +11 | 13 | Giải vô địch bóng đá U-22 châu Á 2013 |
| Kuwait     | 5  | 4 | 0 | 1 | 12 | 1  | +11 | 12 | Giải vô địch bóng đá U-22 châu Á 2013 |
| Bahrain    | 5  | 2 | 1 | 2 | 5  | 5  | 0   | 7  |                                       |
| Tajikistan | 5  | 2 | 0 | 3 | 7  | 8  | −1  | 6  |                                       |
| Qatar      | 5  | 2 | 0 | 3 | 6  | 8  | −2  | 6  |                                       |
| Maldives   | 5  | 0 | 0 | 5 | 2  | 21 | −19 | 0  |                                       |

| Tajikistan  | 1–2    | Bahrain                |
| ----------- | ------ | ---------------------- |
| Sobirov 70' | Report | Jameel 4', 49' (ph.đ.) |

| Qatar                      | 2–0    | Maldives |
| -------------------------- | ------ | -------- |
| Al Yazidi 77' · Hassan 86' | Report |          |

| Iran              | 1–0    | Kuwait |
| ----------------- | ------ | ------ |
| Haj Mohammadi 76' | Report |        |

| Bahrain | 0–1    | Kuwait         |
| ------- | ------ | -------------- |
|         | Report | El Ebrahim 39' |

| Iran                       | 2–1    | Qatar         |
| -------------------------- | ------ | ------------- |
| Khanzadeh 28' · Rezaei 31' | Report | Hussein 90+3' |

| Tajikistan                         | 2–1    | Maldives   |
| ---------------------------------- | ------ | ---------- |
| Ergashev 81' · Thoriq 90+4' (l.n.) | Report | Imaz 45+1' |

| Kuwait             | 1–0    | Tajikistan |
| ------------------ | ------ | ---------- |
| Nazarov 75' (l.n.) | Report |            |

| Maldives | 0–7    | Iran                                                                                    |
| -------- | ------ | --------------------------------------------------------------------------------------- |
|          | Report | Sadeghian 7' (ph.đ.) · Rezaei 18' · Tabrizi 21', 69' · Gharibi 55', 82' · Dabbagh 90+1' |

| Bahrain | 0–1    | Qatar     |
| ------- | ------ | --------- |
|         | Report | Fadli 82' |

| Maldives  | 1–2    | Bahrain                        |
| --------- | ------ | ------------------------------ |
| Nizam 61' | Report | Helal 57' · Jameel 85' (ph.đ.) |

| Iran                              | 2–0    | Tajikistan |
| --------------------------------- | ------ | ---------- |
| Sadeghian 3' (ph.đ.) · Karimi 26' | Report |            |

| Qatar | 0–2    | Kuwait                                  |
| ----- | ------ | --------------------------------------- |
|       | Report | Al-Harbi 34' (ph.đ.) · Al-Shereedah 81' |

| Kuwait | 8–0    | Maldives |
| --- | ------ | -------- |
| Al-Fahad 6' 19' · Al-Harbi 13' (ph.đ.) · Rashed 24' · Al-Zuaebi 45+2' · Al-Hajeri 61' 82' · Al-Rashidi 90+1' | Report |          |

| Tajikistan                                     | 4–2    | Qatar                 |
| ---------------------------------------------- | ------ | --------------------- |
| Yunuszoda 57', 85' · Ghaforov 70' (ph.đ.), 90' | Report | Yahia 41' · Afifa 72' |

| Bahrain     | 1–1    | Iran             |
| ----------- | ------ | ---------------- |
| Helal 45+1' | Report | Pouraliganji 48' |

#### Bảng D
- Tất cả trận đấu diễn ra ở Kathmandu, Nepal.
- Múi giờ được liệt kê là UTC+5:45.

| Đội        | ST | T | H | B | BT | BB | HS  | Đ  | Giành quyền tham dự                   |
| ---------- | -- | - | - | - | -- | -- | --- | -- | ------------------------------------- |
| Jordan     | 4  | 4 | 0 | 0 | 13 | 1  | +12 | 12 | Giải vô địch bóng đá U-22 châu Á 2013 |
| Uzbekistan | 4  | 2 | 1 | 1 | 8  | 7  | +1  | 7  | Giải vô địch bóng đá U-22 châu Á 2013 |
| Yemen      | 4  | 2 | 1 | 1 | 7  | 6  | +1  | 7  | Giải vô địch bóng đá U-22 châu Á 2013 |
| Nepal (H)  | 4  | 1 | 0 | 3 | 6  | 9  | −3  | 3  |                                       |
| Bangladesh | 4  | 0 | 0 | 4 | 3  | 14 | −11 | 0  |                                       |

| Yemen | 0–4    | Jordan                                                        |
| ----- | ------ | ------------------------------------------------------------- |
|       | Report | Al-Dardour 28' · Za'tara 35' · Al-Laham 81' · Bani Attiah 83' |

| Nepal                                                | 4–1    | Bangladesh         |
| ---------------------------------------------------- | ------ | ------------------ |
| Khawas 5' · J. Shrestha 61' · S. Shrestha 66', 90+3' | Report | Bhushal 48' (l.n.) |

| Bangladesh       | 1–2    | Uzbekistan                    |
| ---------------- | ------ | ----------------------------- |
| Emon 55' (ph.đ.) | Report | Smolyachenko 40' · Gadoev 74' |

| Nepal | 0–1    | Yemen     |
| ----- | ------ | --------- |
|       | Report | Sadam 29' |

| Jordan                             | 3–0    | Bangladesh |
| ---------------------------------- | ------ | ---------- |
| Bani Attiah 23' · Za'tara 30', 75' | Report |            |

| Uzbekistan                            | 4–2    | Nepal                      |
| ------------------------------------- | ------ | -------------------------- |
| Gadoev 7', 56' · Abdukholiqov 9', 86' | Report | Ojha 33' · S. Shrestha 42' |

| Yemen     | 1–1    | Uzbekistan         |
| --------- | ------ | ------------------ |
| Sadam 41' | Report | Abdukholiqov 45+1' |

| Jordan                          | 3–0    | Nepal |
| ------------------------------- | ------ | ----- |
| Al-Laham 40', 80' · Za'tara 75' | Report |       |

| Bangladesh | 1–5    | Yemen                                                       |
| ---------- | ------ | ----------------------------------------------------------- |
| Rana 73'   | Report | Al-Sarori 14' · Al-Gabr 30', 71' · Sadam 33' · Al-Omzae 87' |

| Uzbekistan       | 1–3    | Jordan                             |
| ---------------- | ------ | ---------------------------------- |
| Abdukholiqov 32' | Report | Khadr 82', 87' · Bani Attiah 90+5' |

### Đông Á

#### Bảng E
- Tất cả trận đấu diễn ra ở Pekanbaru, Indonesia.
- Múi giờ được liệt kê là UTC+7.

| Đội           | ST | T | H | B | BT | BB | HS  | Đ  | Giành quyền tham dự                   |
| ------------- | -- | - | - | - | -- | -- | --- | -- | ------------------------------------- |
| Nhật Bản      | 5  | 5 | 0 | 0 | 20 | 2  | +18 | 15 | Giải vô địch bóng đá U-22 châu Á 2013 |
| Úc            | 5  | 3 | 1 | 1 | 7  | 7  | 0   | 10 | Giải vô địch bóng đá U-22 châu Á 2013 |
| Indonesia (H) | 5  | 3 | 0 | 2 | 7  | 7  | 0   | 9  |                                       |
| Singapore     | 5  | 2 | 1 | 2 | 6  | 6  | 0   | 7  |                                       |
| Đông Timor    | 5  | 1 | 0 | 4 | 5  | 9  | −4  | 3  |                                       |
| Ma Cao        | 5  | 0 | 0 | 5 | 4  | 18 | −14 | 0  |                                       |

| Singapore               | 2–1    | Đông Timor        |
| ----------------------- | ------ | ----------------- |
| Fareez 44' · Mohana 81' | Report | Diogo 66' (ph.đ.) |

| Nhật Bản                                                      | 6–0    | Ma Cao |
| ------------------------------------------------------------- | ------ | ------ |
| Hirota 18' · Akino 25' · M. Suzuki 52', 65', 83' · Watari 68' | Report |        |

| Indonesia | 0–1    | Úc          |
| --------- | ------ | ----------- |
|           | Report | Proia 45+2' |

| Úc                          | 3–2    | Ma Cao                          |
| --------------------------- | ------ | ------------------------------- |
| Woodcock 2' · O'Dea 7', 13' | Report | Vinicio 19' · Leong Ka Hang 78' |

| Nhật Bản                                        | 3–1    | Singapore  |
| ----------------------------------------------- | ------ | ---------- |
| Delwinder 14' (l.n.) · Watari 20' · Notsuda 60' | Report | Shamil 83' |

| Indonesia                | 2–0    | Đông Timor |
| ------------------------ | ------ | ---------- |
| Nurmufid 42' · Agung 85' | Report |            |

| Đông Timor | 0–1    | Nhật Bản      |
| ---------- | ------ | ------------- |
|            | Report | Matsumoto 24' |

| Úc | 0–0    | Singapore |
| -- | ------ | --------- |
|    | Report |           |

| Ma Cao            | 1–2    | Indonesia       |
| ----------------- | ------ | --------------- |
| Pang Chi Hang 63' | Report | Hendra 24', 44' |

| Singapore                               | 3–0    | Ma Cao |
| --------------------------------------- | ------ | ------ |
| Faris 27' · Al-Qaasimy 33' · Aqhari 84' | Report |        |

| Đông Timor | 0–3    | Úc                                  |
| ---------- | ------ | ----------------------------------- |
|            | Report | O'Dea 40' · Barker-Daish 87', 90+2' |

| Nhật Bản                                             | 5–1    | Indonesia            |
| ---------------------------------------------------- | ------ | -------------------- |
| Kubo 32', 35', 65' · Matsubara 90' · R. Suzuki 90+3' | Report | S. Indra 58' (ph.đ.) |

| Ma Cao              | 1–4    | Đông Timor                          |
| ------------------- | ------ | ----------------------------------- |
| Chao Wai Fong 45+1' | Report | Marcos 22', 30', 62' · Henrique 54' |

| Úc | 0–5    | Nhật Bản                                                   |
| -- | ------ | ---------------------------------------------------------- |
|    | Report | Notsuda 18', 54' · Iwanami 31' · Watari 45+2' · Hirota 77' |

| Indonesia      | 2–0    | Singapore |
| -------------- | ------ | --------- |
| Agung 66', 80' | Report |           |

#### Bảng F
- Tất cả trận đấu diễn ra ở Viêng Chăn, Lào.
- Múi giờ được liệt kê là UTC+7.

| Đội               | ST | T | H | B | BT | BB | HS  | Đ  | Giành quyền tham dự                   |
| ----------------- | -- | - | - | - | -- | -- | --- | -- | ------------------------------------- |
| CHDCND Triều Tiên | 5  | 4 | 1 | 0 | 11 | 4  | +7  | 13 | Giải vô địch bóng đá U-22 châu Á 2013 |
| Trung Quốc        | 5  | 3 | 2 | 0 | 12 | 3  | +9  | 11 | Giải vô địch bóng đá U-22 châu Á 2013 |
| Lào (H)           | 5  | 2 | 1 | 2 | 7  | 7  | 0   | 7  |                                       |
| Thái Lan          | 5  | 2 | 1 | 2 | 11 | 6  | +5  | 7  |                                       |
| Campuchia         | 5  | 1 | 1 | 3 | 6  | 15 | −9  | 4  |                                       |
| Hồng Kông         | 5  | 0 | 0 | 5 | 3  | 15 | −12 | 0  |                                       |

| Thái Lan                           | 2–4    | CHDCND Triều Tiên                                                           |
| ---------------------------------- | ------ | --------------------------------------------------------------------------- |
| Kraisorn 47' · Mun Hyok 62' (l.n.) | Report | Pak Song-Chol 26' · Jong Il-Gwan 45' · Kim Jin-Hyok 50' · Han Song-hyok 59' |

| Hồng Kông                              | 2–3    | Campuchia                                 |
| -------------------------------------- | ------ | ----------------------------------------- |
| Yuen Tsun Nam 50' · Tsang Kin Fong 90' | Report | Suhana 10' · Soksana 63' · Sothearoth 70' |

| Trung Quốc                    | 2–0    | Lào |
| ----------------------------- | ------ | --- |
| Yang Yihu 11' · Bi Jinhao 39' | Report |     |

| Trung Quốc                                                                      | 5–1    | Hồng Kông       |
| ------------------------------------------------------------------------------- | ------ | --------------- |
| Peng Xinli 49' · Zhang Xizhe 63' · Bi Jinhao 69' · Xu Xin 80' · Zheng Kaimu 90' | Report | Lam Hok Hei 22' |

| Thái Lan                                              | 4–0    | Campuchia |
| ----------------------------------------------------- | ------ | --------- |
| Puangjan 33' · Kraisorn 34' · Pombupha 73' · Anan 80' | Report |           |

| CHDCND Triều Tiên               | 2–1    | Lào            |
| ------------------------------- | ------ | -------------- |
| Mun Hyok 18' · Jong Il-Gwan 42' | Report | Thinnakone 47' |

| Campuchia | 0–3    | Trung Quốc                                |
| --------- | ------ | ----------------------------------------- |
|           | Report | Muzepper 27' · Ni Yusong 34' · Li Lei 85' |

| CHDCND Triều Tiên | 1–0    | Hồng Kông |
| ----------------- | ------ | --------- |
| Kim Jin-Hyok 51'  | Report |           |

| Lào         | 1–0    | Thái Lan |
| ----------- | ------ | -------- |
| Saysana 64' | Report |          |

| Campuchia | 0–3    | CHDCND Triều Tiên                         |
| --------- | ------ | ----------------------------------------- |
|           | Report | Kim Jin-Hyok 13', 83' · Kang Nam-Gwon 31' |

| Trung Quốc        | 1–1    | Thái Lan       |
| ----------------- | ------ | -------------- |
| Zhang Xizhe 90+5' | Report | Songkrasin 56' |

| Hồng Kông | 0–2    | Lào                            |
| --------- | ------ | ------------------------------ |
|           | Report | Sihavong 9' · Sayyabounsou 57' |

| Thái Lan                                                      | 4–0    | Hồng Kông |
| ------------------------------------------------------------- | ------ | --------- |
| Tanklang 11' · Anan 14' · Weerawatnodom 24' · Laosangthai 56' | Report |           |

| CHDCND Triều Tiên | 1–1    | Trung Quốc |
| ----------------- | ------ | ---------- |
| Ri Hyong-jin 75'  | Report | Li Lei 42' |

| Lào                                   | 3–3    | Campuchia                            |
| ------------------------------------- | ------ | ------------------------------------ |
| Vongchiengkham 25' · Saysana 41', 57' | Report | Chhoeun 19' · Dina 40' · Soksana 63' |

#### Bảng G
- Tất cả trận đấu diễn ra ở Yangon, Myanmar.
- Múi giờ được liệt kê là UTC+6:30.

| Đội               | ST | T | H | B | BT | BB | HS  | Đ  | Giành quyền tham dự                   |
| ----------------- | -- | - | - | - | -- | -- | --- | -- | ------------------------------------- |
| Hàn Quốc          | 5  | 4 | 1 | 0 | 23 | 3  | +20 | 13 | Giải vô địch bóng đá U-22 châu Á 2013 |
| Myanmar (H)       | 5  | 4 | 1 | 0 | 16 | 5  | +11 | 13 | Giải vô địch bóng đá U-22 châu Á 2013 |
| Malaysia          | 5  | 3 | 0 | 2 | 17 | 7  | +10 | 9  |                                       |
| Đài Bắc Trung Hoa | 5  | 2 | 0 | 3 | 9  | 20 | −11 | 6  |                                       |
| Việt Nam          | 5  | 1 | 0 | 4 | 11 | 10 | +1  | 3  |                                       |
| Philippines       | 5  | 0 | 0 | 5 | 2  | 33 | −31 | 0  |                                       |

| Malaysia      | 2–3    | Hàn Quốc                                                  |
| ------------- | ------ | --------------------------------------------------------- |
| Arasu 8', 62' | Report | Kim Hyun-Hun 13' · Park Kwang-Il 32' · Jeong Jong-Hee 34' |

| Việt Nam          | 1–2    | Đài Bắc Trung Hoa                     |
| ----------------- | ------ | ------------------------------------- |
| Mạc Hồng Quân 13' | Report | Lin Chien-hsun 46' · Wen Chih-hao 53' |

| Myanmar                                                            | 5–1    | Philippines            |
| ------------------------------------------------------------------ | ------ | ---------------------- |
| Kyaw Zayar Win 28', 75' · Kyaw Ko Ko 41', 45+1' · Yan Aung Win 62' | Report | Christiaens 5' (ph.đ.) |

| Hàn Quốc | 8–1    | Đài Bắc Trung Hoa |
| --- | ------ | ----------------- |
| Park Jong-Oh 5' · Park Yong-Ji 10' · Hwang Ui-Jo 17', 35' · Jung Seok-Hwa 26', 80' · Kang Jong-Guk 89' · Jwa Joon-Hyub 90+3' (ph.đ.) | Report | Li Mau 31'        |

| Malaysia                                                                             | 7–0    | Philippines |
| ------------------------------------------------------------------------------------ | ------ | ----------- |
| Rozaimi 2', 35', 69' (ph.đ.), 74' · Fandi 32' · Zaharulnizam 40' · Saarvindran 90+1' | Report |             |

| Việt Nam             | 1–3    | Myanmar                                                 |
| -------------------- | ------ | ------------------------------------------------------- |
| Nguyễn Văn Quyết 15' | Report | Zaw Min Tun 33' · Nanda Lin Kyaw Chit 40' · Kyi Lin 75' |

| Philippines | 0–9    | Việt Nam |
| ----------- | ------ | --- |
|             | Report | Nguyễn Đình Bảo 18', 67' · Mạc Hồng Quân 25', 27' · Ngô Hoàng Thịnh 30', 52' (ph.đ.) · Lê Quốc Phương 64', 89' · Huỳnh Văn Thanh 82' |

| Đài Bắc Trung Hoa                      | 2–4    | Malaysia                                                    |
| -------------------------------------- | ------ | ----------------------------------------------------------- |
| Lin Chang-lun 50' · Wen Chih-hao 90+3' | Report | Rozaimi 8', 41' · Chen Yen-jui 33' (l.n.) · Saarvindran 78' |

| Hàn Quốc | 0–0    | Myanmar |
| -------- | ------ | ------- |
|          | Report |         |

| Myanmar                                                                                       | 6–2    | Đài Bắc Trung Hoa                    |
| --------------------------------------------------------------------------------------------- | ------ | ------------------------------------ |
| Kyaw Zayar Win 11', 63' (ph.đ.), 85' · Naing Lin Oo 33' · Yan Aung Win 35' · Kaung Si Thu 59' | Report | Lin Chang-lun 72' · Wen Chih-hao 88' |

| Việt Nam | 0–3    | Malaysia                  |
| -------- | ------ | ------------------------- |
|          | Report | Rozaimi 53', 90+2', 90+4' |

| Philippines | 0–10   | Hàn Quốc |
| ----------- | ------ | --- |
|             | Report | Jeong Jong-Hee 16', 83' · Hwang Ui-Jo 23', 31' · Lee Jae-Sung 28' · Jwa Joon-Hyub 34', 35' · Choi Ji-Hoon 41' · Jeon Byung-Soo 76', 90+1' |

| Đài Bắc Trung Hoa              | 2–1    | Philippines     |
| ------------------------------ | ------ | --------------- |
| Lin Chang-lun 11', 31' (ph.đ.) | Report | Mv. Angeles 35' |

| Hàn Quốc                                | 2–0    | Việt Nam |
| --------------------------------------- | ------ | -------- |
| Park Yong-Ji 28' · Jeong Jong-Hee 45+2' | Report |          |

| Malaysia              | 1–2    | Myanmar               |
| --------------------- | ------ | --------------------- |
| Rozaimi 90+1' (ph.đ.) | Report | Kaung Si Thu 34', 53' |

### Xếp hạng các đội đứng thứ ba
Do bảng D chỉ có 5 đội nên kết quả đối đầu của các đội với đội đứng thứ sáu sẽ không được tính.
| Bg | Đội        | ST | T | H | B | BT | BB | HS | Đ | Giành quyền tham dự                   |
| -- | ---------- | -- | - | - | - | -- | -- | -- | - | ------------------------------------- |
| A  | Oman       | 4  | 2 | 1 | 1 | 8  | 5  | +3 | 7 | Giải vô địch bóng đá U-22 châu Á 2013 |
| D  | Yemen      | 4  | 2 | 1 | 1 | 7  | 6  | +1 | 7 | Giải vô địch bóng đá U-22 châu Á 2013 |
| G  | Malaysia   | 4  | 2 | 0 | 2 | 10 | 7  | +3 | 6 |                                       |
| E  | Indonesia  | 4  | 2 | 0 | 2 | 7  | 7  | 0  | 6 |                                       |
| B  | Kyrgyzstan | 4  | 1 | 1 | 2 | 5  | 2  | +3 | 4 |                                       |
| C  | Bahrain    | 4  | 1 | 1 | 2 | 3  | 4  | −1 | 4 |                                       |
| F  | Lào        | 4  | 1 | 1 | 2 | 5  | 7  | −2 | 4 |                                       |

1. ↑  Do Oman tự động tham dự Giải vô địch bóng đá U-22 châu Á 2013 với tư cách là nước chủ nhà nên đội đứng thứ nhì trong số các đội đứng thứ ba tại các bảng (Yemen) sẽ giành quyền tham dự giải đấu.

## Danh sách ghi bàn
Đã có 355 bàn thắng ghi được trong 100 trận đấu, trung bình 3.55 bàn thắng mỗi trận đấu.
10 bàn thắng
- Rozaimi Rahman

6 bàn thắng
- Mohammed Majrashi

5 bàn thắng
- Kyaw Zayar Win

4 bàn thắng
- Lin Chang-lun
- Alwyn George
- Mahmoud Za'tara
- Kim Jin-hyok
- Hwang Ui-jo
- Jeong Jong-hee
- Mahmoud Maowas
- Temurkhodja Abdukholiqov

3 bàn thắng
- Luke O'Dea
- Hassan Jameel
- Wen Chih-hao
- Jeje Lalpekhlua
- Agung Supriyanto
- Yuya Kubo
- Gakuto Notsuda
- Musashi Suzuki
- Daiki Watari
- Khalil Bani Attiah
- Mussab Al-Laham
- Jwa Joon-Hyub
- Kayumjan Sharipov
- Sopha Saysana
- Alaa El Baba
- Kaung Si Thu
- Sujal Shrestha
- Mubarak Al-Maqbali
- Saleh Al-Shehri
- Omar Kharbin
- Samer Salem
- Marcos da Conceição
- Shokhruh Gadoev
- Mạc Hồng Quân
- Hussein Sadam

2 bàn thắng
- Jake Barker-Daish
- Abdulla Yusuf Helal
- Phuong Soksana
- Bi Jinhao
- Li Lei
- Zhang Xizhe
- Romeo Fernandes
- Hendra Bayauw
- Milad Gharibi
- Kaveh Rezaei
- Payam Sadeghian
- Morteza Tabrizi
- Ali Adnan
- Ammar Abdul-Hussein
- Mohannad Abdul-Raheem
- Ryuji Hirota
- Odai Khadr
- Jong Il-Gwan
- Jeon Byung-Soo
- Jung Seok-Hwa
- Park Yong-ji
- Fahad Al-Hajeri
- Hamad Al-Harbi
- Mohammad Al-Fahad
- Mahmoud Kojok
- Devandrn Saarvindran
- Thamil Arasu Ambumamee
- Kyaw Ko Ko
- Yan Aung Win
- Hamoud Al-Saadi
- Abdullah Saleh
- Sameh Maraaba
- Salem Al-Dossari
- Shodibek Ghaforov
- Azimdzhoni Yunuszoda
- Adisak Kraisorn
- Pokkhao Anan
- Amer Omar
- Jamal Ibrahim
- Younis Ahmad Abdulla
- Lê Quốc Phương
- Ngô Hoàng Thịnh
- Nguyễn Đình Bảo
- Yaser Al-Gabr

1 bàn thắng
- Anthony Proia
- Riley Woodcock
- Emon Mahmud Babu
- Sohel Rana
- Chhin Chhoeun
- Nen Sothearoth
- Sos Suhana
- Tith Dina
- Mirahmetjan Muzepper
- Ni Yusong
- Peng Xinli
- Xu Xin
- Yang Yihu
- Zheng Kaimu
- Li Mau
- Lin Chien-hsun
- Lam Hok Hei
- Tsang Kin Fong
- Yuen Tsun Nam
- Lalrindika Ralte
- Manandeep Singh
- Syaiful Cahya
- Nurmufid Khoirot
- Bahram Dabbagh
- Mohammad Amin Haj Mohammadi
- Yaghoub Karimi
- Mohammad Reza Khanzadeh
- Morteza Pouraliganji
- Ahmad Abbas Hattab
- Ali Faez
- Ali Mohammed Aliyallah
- Mahdi Kamel
- Mohammed Shokan
- Mustafa Nadhim
- Hiroki Akino
- Takuya Iwanami
- Ken Matsubara
- Masaya Matsumoto
- Ryuga Suzuki
- Hamza Al-Dardour
- Han Song-hyok
- Kang Nam-Gwon
- Mun Hyok
- Pak Song-Chol
- Ri Hyong-jin
- Choi Ji-Hoon
- Kang Jong-Guk
- Kim Hyun-Hun
- Lee Jae-sung
- Park Kwang-il
- Park Jong-oh
- Ahmad Rashed
- Faraj Al-Zuaebi
- Khalid El Ebrahim
- Mohammad Al-Fahad
- Shereedah Al-Shereedah
- Yousif Al-Rashidi
- Evgenii Doroginskii
- Islam Shamsiev
- Nurkal Sataev
- Vladimir Kazakbaev
- Khonesavanh Sihavong
- Vilayout Sayyabounsou
- Thinnakone Vongsa
- Soukaphone Vongchiengkham
- Abdulfattah Achour
- Hussein Al-Jawad
- Kaseem Abou Khechfe
- Mohamad Jaafar
- Omar El Kurdi
- Chai Wai Fong
- Leong Ka Hang
- Pang Chi Hang
- Vinicio Alves
- Fandi Othman
- Wan Zaharulnizam Zakaria
- Ahmed Nizam
- Ahmed Imaz
- Kyi Lin
- Naing Lin Oo
- Nanda Lin Kyaw Chit
- Zaw Min Tun
- Anil Ojha
- Bharat Khawas
- Jagjit Shrestha
- Badar Nasib Bamasila
- Raed Ibrahim Saleh
- Mohamed Al-Mukhaini
- Sami Mubarak
- Ibrahim Jalayta
- Marwin Angeles
- Jeffrey Christiaens
- Abdelkarim Hassan
- Abdulla Afifa
- Jaser Yahia
- Muayed Hassan Fadli
- Murad Naji Hussein
- Saleh Al Yazidi
- Ibrahim Al-Ibrahim
- Fahad Al-Muwallad
- Abdullah Otayf
- Yasir Al-Fahmi
- Al-Qaasimy Rahman
- Aqhari Abdullah
- Fareez Farhan
- Faris Ramli
- Madhu Mohana
- Shamil Sharif
- Nipuna Bandara
- Mardek Mardkian
- Hamid Mido
- Jahongir Ergashev
- Kurbonali Sobirov
- Diogo Rangel
- Henrique Cruz
- Chanathip Songkrasin
- Chayanan Pombuppha
- Chitipat Tanklang
- Laosangthai Anusak
- Narubodin Weerawatnodom
- Thitiphan Puangjan
- Farhad Italmazow
- Yhlas Magtymow
- Suleyman Muhadow
- Abdulla Al-Jamahi
- Abdulla Al-Shehhi
- Pavel Smolyachenko
- Huỳnh Văn Thanh
- Nguyễn Văn Quyết
- Salem Al-Omzae
- Mohammed Al-Sarori

1 bàn phản lưới nhà
- Chen Yen-Jui (trong trận gặp Malaysia)
- Mun Hyok (trong trận gặp Thái Lan)
- Mohamed Thoriq (trong trận gặp Tajikistan)
- Deepak Bhushal (trong trận gặp Bangladesh)
- Delwinder Singh (trong trận gặp Nhật Bản)
- Peter Hewabettage (trong trận gặp Syria)
- Akhtam Nazarov (trong trận gặp Kuwait)
- Hemayat Komekov (trong trận gặp Liban)